# 2897 Ole Römer
2897 Ole Römer là một tiểu hành tinh vành đai chính với chu kỳ quỹ đạo là 1230.1054785 ngày (3.37 năm).
Nó được phát hiện ngày 2 tháng 2 năm 1932.